# Liste der Kardinalpriester von Santi Quattro Coronati
Folgende Kardinäle waren Kardinalpriester von Santi Quattro Coronati (lat. ursprünglich: Titulus Aemilianae; heute: Titulus Sanctorum Quatuor Coronatorum):
- St. Leo (844–847), dann Papst Leo IV.
- Stefano (882–885), dann Papst Stephan V.

...
- Arimanno da Gavardo (1061–1088)

...
- Guillaume Court OCist (1338–1350)
- Pierre Itier (1361–1364)
- Jean de Dormans (1368–1373)
- Hugues de Montrelais (Jr.) (1375–1379)
- Dömötör Vaskúti (1378–1387)
- Jean de Neufchâtel (1383–1392)
- Francesco Uguccione (1405–1412)
- Alfonso Carrillo de Albornoz (1423–1434)
- Louis de Luxembourg (1440–1442)
- Alfonso de Borja (1444–1455), dann Papst Calixt III.
- Luis Juan del Milà (1456–1508)
- Vakant (1508–1513)
- Lorenzo Pucci (1513–1524)
- Vakant (1524–1531)
- Antonio Pucci (1531–1541)
- Roberto Pucci (1544–1547)
- Henrique de Portugal (1547–1580)
- Vakant (1580–1584)
- Giovanni Antonio Facchinetti (1584–1591), dann Papst Innozenz IX.
- Giovanni Antonio Facchinetti de Nuce (1592–1602)
- Giovanni Garzia Millini (1608–1627)
- Girolamo Vidoni (1627–1632)
- Francesco Boncompagni (1634–1641)
- Cesare Facchinetti (1643–1671)
- Francesco Albizzi (1671–1680)
- Sebastiano Antonio Tanara (1696–1715)
- Giovanni Patrizi (1716–1727)
- Vakant (1727–1731)
- Alessandro Aldobrandini (1731–1734)
- Joaquín Fernández Portocarrero (1743–1747)
- Giovanni Battista Mesmer (1747–1749)
- Vakant (1749–1754)
- Carlo Francesco Durini (1754–1769)
- Vakant (1769–1775)
- Christoph Anton von Migazzi (1775–1803)
- Vakant (1803–1826)
- Ludovico Micara, OFMCap (1826–1837)
- Giovanni Soglia Ceroni (1839–1856)
- Vakant (1856–1863)
- Antonio Saverio De Luca (1863–1878)
- Americo Ferreira dos Santos Silva (1880–1899)
- Pietro Respighi (1899–1913)
- Giacomo della Chiesa (1914), dann Papst Benedikt XV.
- Victoriano Guisasola y Menéndez (1914–1920)
- Karl Joseph Schulte (1921–1941)
- Norman Thomas Gilroy (1946–1977)
- Julijans Vaivods (1983–1990)
- Roger Michael Mahony (seit 1991)